# 城東中央病院
城東中央病院（じょうとうちゅうおうびょういん）は、大阪府大阪市城東区鴫野西にある総合病院。運営は医療法人医誠会。
2023年10月に医誠会病院と城東中央病院が統合・移転し、医誠会国際総合病院として開業した。

## 概要
救急告示病院に指定されている。また大阪府指定肝炎専門医療機関である。
2023年（令和5年）10月1日に城東中央病院と医誠会病院が合併し医誠会国際総合病院が開業した。

## 診療科
- 内科[4]
- 外科[4]
- 皮膚科[4]
- 泌尿器科[4]
- リハビリテーション科[4]
- 放射線科[4]
- 整形外科[4]
- 脳神経外科[4]
- 循環器内科[4]
- 胃腸内科[4]
- 形成外科[4]
- 肛門外科[4]
- 麻酔科[4]
- 救急科[4]

## 医療機関の認定
- 保険医療機関[4]
- 労災保険指定病院[4]
- 公害医療機関[4]
- 生活保護法指定病院(中国残留邦人等の円滑な帰国の促進並びに永住帰国した中国残留邦人等及び特定配偶者の自立の支援に関する法律(平成6年法律第三30号)に基づく指定医療機関を含む。)[4]
- 指定自立支援病院（更生医療）[4]
- 原子爆弾被害者一般疾病医療取扱病院[4]
- 身体障害者福祉法指定医の配置されている医療機関[4]

## 交通
- JR西日本（学研都市線・おおさか東線）、Osaka Metro今里筋線「鴫野駅」より徒歩で約2分[5]

## 周辺
- 大阪市立鴫野小学校
- 大阪市立城陽中学校

## 系列病院
- 医誠会病院（大阪市東淀川区）
- 摂津医誠会病院（大阪府摂津市）
- 児島中央病院（岡山県倉敷市）
- 茨木医誠会病院（大阪府茨木市）
- 神崎中央病院（滋賀県東近江市）
- 東春病院（愛知県春日井市）
- 東舞鶴医誠会病院（京都府舞鶴市）
- 橿原リハビリテーション病院（奈良県橿原市）